# 今市ダム
今市ダム（いまいちダム）は、栃木県日光市（旧・今市市）、利根川水系砥川に建設されたダム。高さ75.5メートルの重力式コンクリートダムで、東京電力リニューアブルパワーの発電用ダムである。同社の揚水式水力発電所、今市発電所の下池を形成。上池・栗山ダムとの間で水を往来させ、最大105万キロワットの電力を発生する。

## 歴史
古くは明治時代より水力発電の開発が行われていた鬼怒川。東京電力は奥利根の玉原発電所に続く、同社6番目となる揚水発電所の建設を、鬼怒川の支流・砥川に計画した。増え続ける電力需要に応えるとともに、広がっていた昼夜の電力消費量の格差を埋めるという日間調整能力に特化した純揚水式発電所として設計された。
1978年（昭和53年）、上池・下池をそれぞれ形成するために必要な2基のダムを含めた今市発電所の建設工事が着工。発電所は両ダムの中間、地表より100メートル地下に形成した人工の空洞内に水車発電機や変電設備を設置している。従来の地下式発電所では地中を掘削し断面をキノコ形に刳り貫くという方式が採られていたが、今市発電所では新たにタマゴ形とする方式が採用された。地下発電所掘削時に排出された岩石は、今市ダム堤体コンクリートの骨材として利用。並行して進められた栗山ダム建設工事も完了し、今市発電所は1988年（昭和63年）に発電機1台で一部運用開始（35万キロワット）。1991年（平成3年）に残り2台（70万キロワット）を設置し、これをもって完成とされた。
フランシス形ポンプ水車を採用した、1台あたり最大35万キロワットの水車発電機を3台据え付け、総出力は105万キロワット。発生した電力は50万ボルトという高い電圧で送電している。この50万ボルトという超高圧送電は、東京電力の水力発電所としては初めての試みであった。以後新設される同社の揚水発電所（塩原・葛野川・神流川）はすべて50万ボルト送電線に接続されている。

## 周辺
日光宇都宮道路 今市インターチェンジより国道121号を鬼怒川温泉方面へ直進し、途中で支流の砥川沿いを上流に向かって進めば今市ダムが見えてくる。
国道121号沿いには、東京電力のピーアール施設であるテプコ鬼怒川ランドがあった。東武鉄道鬼怒川線 鬼怒川温泉駅にも徒歩で15分程度と近い立地であった。館内見学時間は40分程度と見積もられ、栃木県内の水力発電について解説されていた。今市発電所および今市ダムの見学ツアーも主催しており、事前予約が必要であったが無料で参加できた。近隣の小中学校の社会科見学の訪問先とされることも多かった。同施設は福島第一原子力発電所事故による広報自粛などのため2011年春に閉鎖・廃止された
なお、那須塩原市にあったテプコ塩原ランドは同館の姉妹館であった。

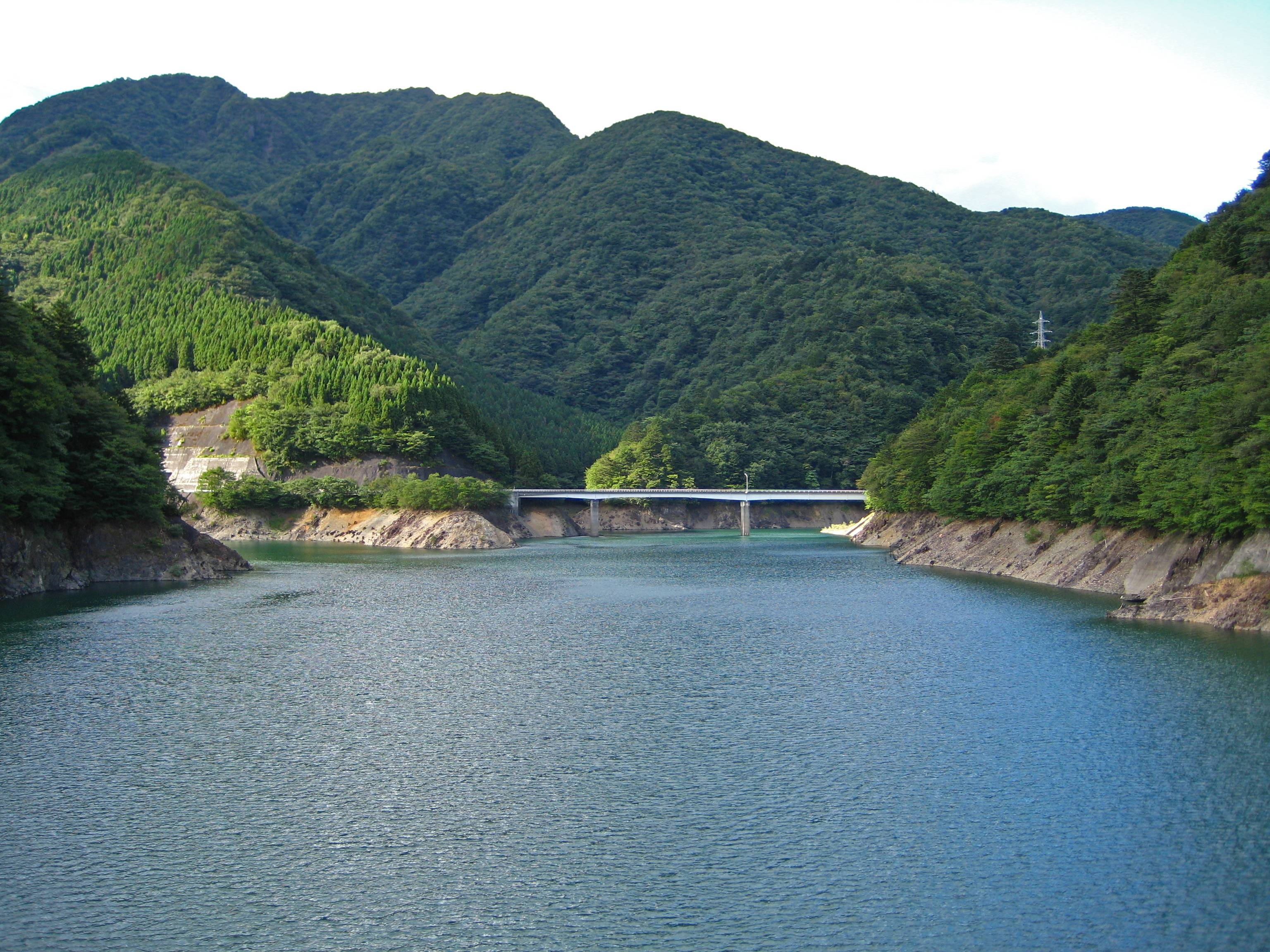
今市ダム湖
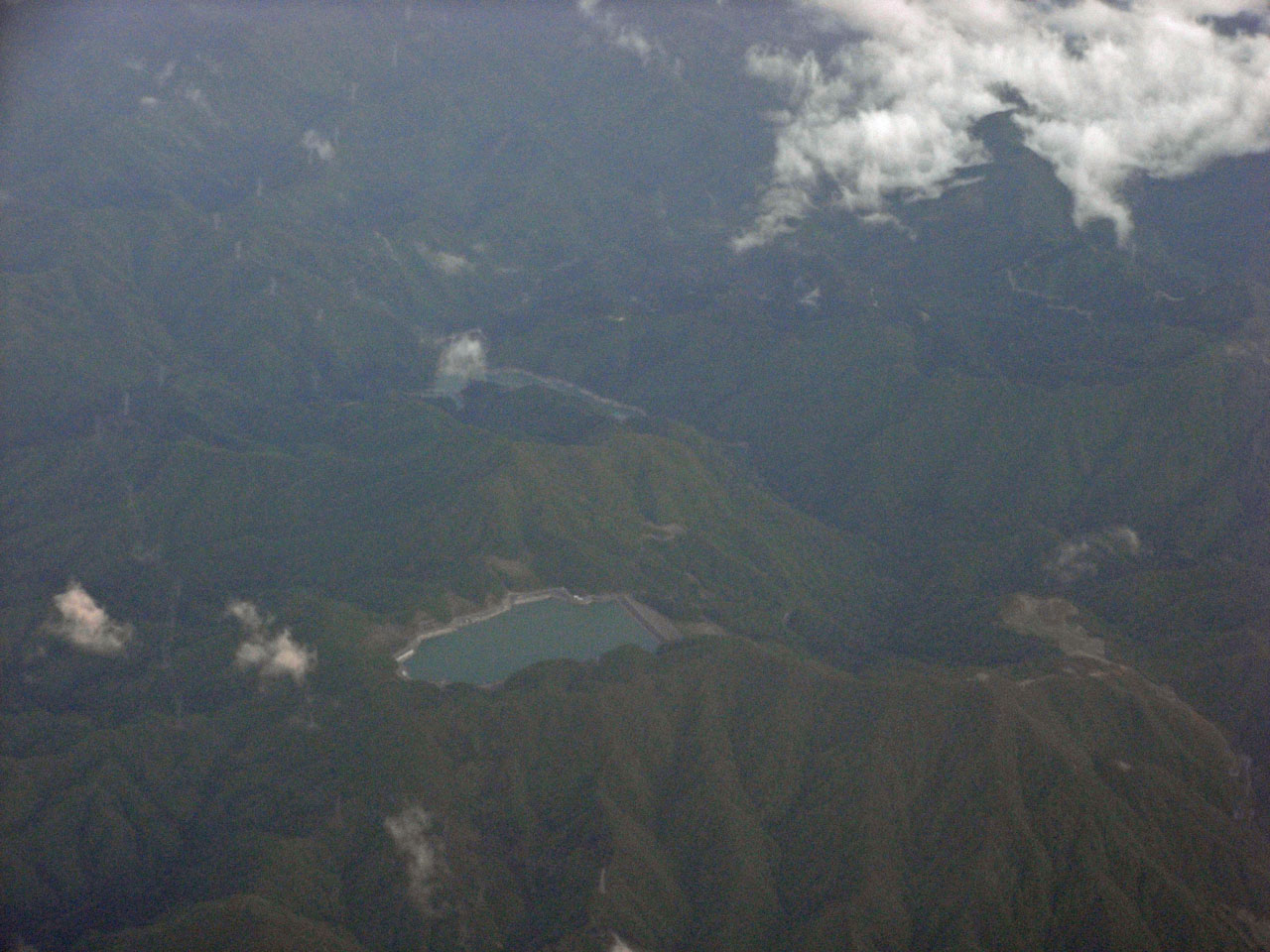
今市発電所空撮
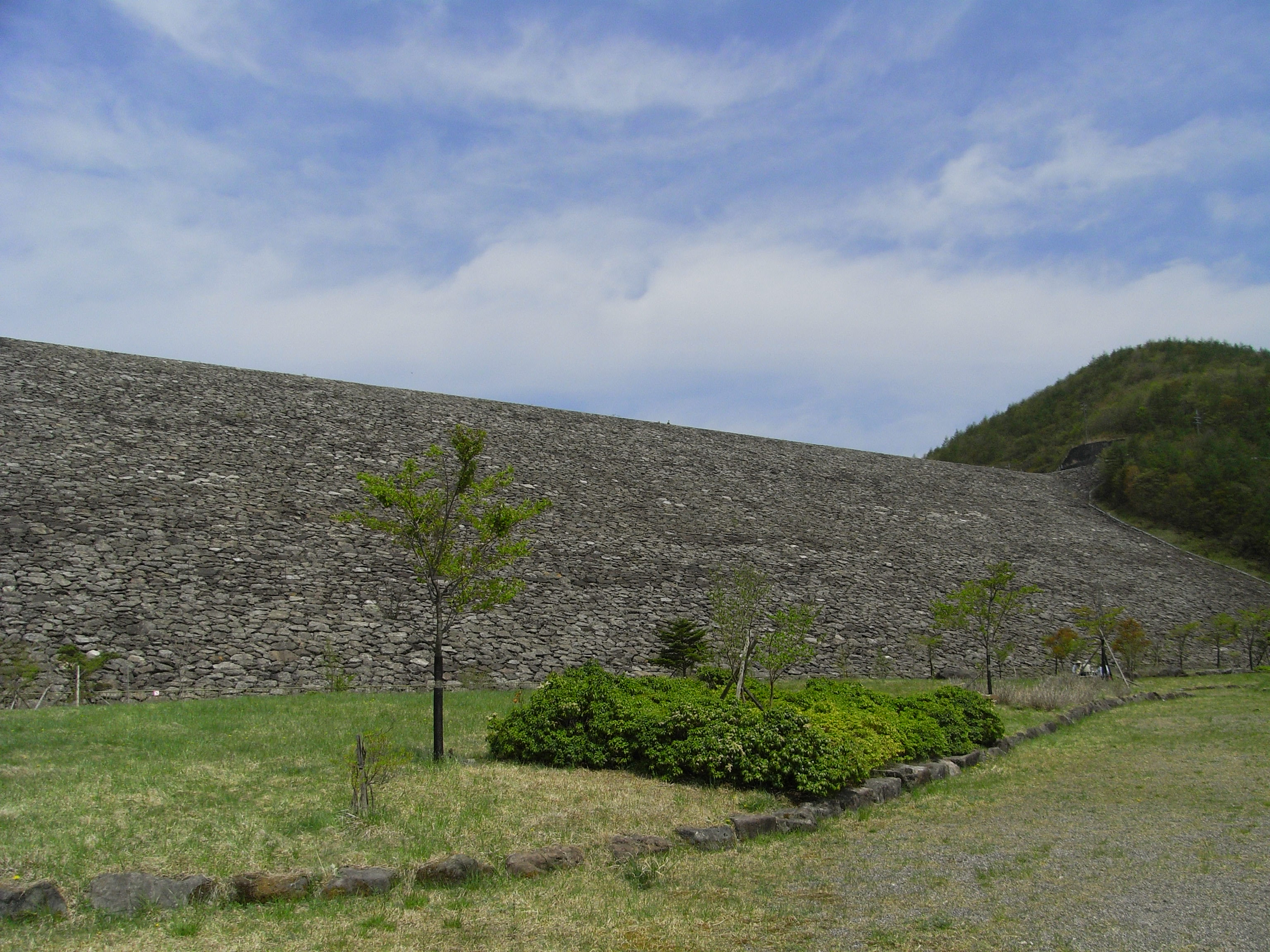
上池・栗山ダム